# Aubange
Aubange é um município da Bélgica localizado no distrito de Arlon, província de Luxemburgo, região da Valônia.